# Infektion

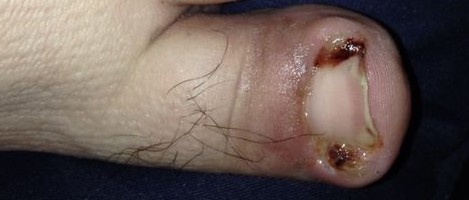
Infektion vid ett nageltrång, där gult var syns vid nageln och en inflammation med svullnad och rodnad gör nageln öm.

Infektion är ett tillstånd som uppkommer när ett smittämne, till exempel bakterie eller virus, koloniserar en värdorganism, till exempel en människa eller en växt. I dagligt tal använder man ofta ordet infektion synonymt med infektionssjukdom, men en infektion behöver inte innebära eller leda till sjukdom.
Smitta kallas det när smittämnena sprids mellan olika individer. Smittämnen kan förutom bakterier och virus vara amöbor, mikroskopiska svampar och maskar. Spridningen kan ske genom till exempel beröring, luft, vatten eller mat.
Flercelliga organismer använder sitt immunsystem (även kallat infektionsförsvar) som skydd mot infektion.
Ordet infektion kommer etymologiskt från senlatinets infectio och ytterst från latinets inficio, som betyder ’förgifta’, ’besmitta’.  

## Infektioner hos djur
Lymfocyter, som är en sorts vita blodkroppar, utgör en mycket viktig del i ryggradsdjurens immunförsvar.Lymfocyterna finns i blodet, andra kroppsvätskor och i lymfatiska vävnader.
Fagocyter är en sorts celler som kan "äta" främmande partiklar eller molekyler. Hos både ryggradslösa djur och ryggradsdjur kan dessa bryta ned mikroorganismer som kan orsaka infektioner.

## Infektioner hos växter
Växter som utsätts för infektioner kan ibland dra nytta av detta. En växt som utsätts för en svampinfektion kan leda till mykorrhiza, vilket förbättrar växtens näringsupptag. Om en växt som råkar ut för en infektion med aktinomyceter eller bakterier tillhörande släktet Rhizobium kan rotknölar som binder kväve bildas.
Växters immunsystem skiljer sig från de hos djur. De har överkänslighetsreaktioner för att motstå angrepp av mikroorganismer. För att förhindra en infektions spridning kan cellerna kring ett infekterat ställe dödas av växten; detta kallas hypersensitivitet. Andra försvar är mer ospecifika.
Fytoalexiner är ämnen som bildas av växter, bland annat för att skydda mot infektioner men det bildas också av växter som skadats mekaniskt eller utsatts av för mycket UV-strålning. Många är giftiga för människor. Fytoalexiner hos olika växter kan ha mycket olika kemisk struktur.